# اشتباكات محافظة البيضاء (2013-2014)
اشتباكات محافظة البيضاء تشير إلى الاشتباكات في محافظة البيضاء التي أعيد اندلاعها بعد اشتباكات سابقة قبل بضعة أشهر. كانت الجهات الفاعلة الرئيسية خلال الاشتباكات هي القوات الموالية للرئيس عبد ربه منصور هادي وتنظيم القاعدة والقبائل المحلية والحوثيين.

## الخلفية
بدأ القتال في مديرية رداع في أوائل عام 2012 عندما قاد طارق الذهب غزو في المدينة. لكن حكمه انتهى بعد أن قتله أخيه غير الشقيق في نزاع سياسي. استمر القتال العنیف في البیضاء حتی 31 ینایر 2013 عندما جاء تنظيم القاعدة في جزيرة العرب لوقف إطلاق النار مع الحکومة لإنھاء الأعمال العدائیة. استمرت المفاوضات بين القوات الحكومية اليمنية وأسرة الضحاب عبر وسطاء قبليين فيما يتعلق بالأعمال القتالية في الحملة العسكرية في محافظة البيضاء والإفراج عن الرهائن الغربيين الذين استولى عليهم تنظيم القاعدة في جزيرة العرب والمحتجزين في رداع في 2 فبراير. كجزء من المفاوضات أكد عبد الرؤوف الذهب أن قوات أنصار الشريعة مستعدة لمغادرة المنطقة خلال مقابلة أجرتها الصحافة. في مارس اندلعت اشتباكات في ردع لأن فشل المفاوضات ترك عشرات القتلى.

## بداية الاشتباكات والغارات الجوية
في 20 مايو 2013 بدأت ضربات الطائرات بدون طيار الأمريكية مرة أخرى لاستهداف مقاتلي تنظيم القاعدة في جزيرة العرب بعد المفاوضات الفاشلة مما أدى إلى إصابة اثنين من المدنيين في رداع عن طريق الخطأ. نجا الشيخ عبد الله بن محمد آل نهيدي مدير القناة التي يملكها الاتحاد الرشادي السلفي من محاولة اغتيال في مدينة عزة في البيضاء في 17 أغسطس. أصيب ابن أخيه في الهجوم. في 30 أغسطس 2013 قتل أمير تنظيم القاعدة في ولاية رداع في رداع قائد الذهب بضربة طائرة بدون طيار في رداع بعد حفل زفافه مع أربعة من حراسه. في 7 أكتوبر هاجم تنظيم القاعدة في جزيرة العرب حاجزا هاديا في مدينة رداع مما أدى إلى مقتل 8 جنود وإلقاء القبض على 4 آخرين. كما سرق المهاجمون شاحنتين مسلحين. في 12 ديسمبر 2013 قتلت غارة جوية أمريكية 12-17 مدنيا في حفل زفاف وأصيب 5-30 أكثر. وزارة الخارجية الأميركية أن التارجي هو أمير القاعدة في البيضاء شوقي البداني. في 6 يناير 2014 ضربت طائرة بدون طيار مدنيين عن طريق الخطأ في منطقة رداع. في 19 أبريل قتلت طائرة بدون طيار 10 مقاتلين من تنظيم القاعدة في جزيرة العرب و 4 مدنيين وجرح خمسة مدنيين آخرين في مديرية الصومعة.

## 2014 وإعلان الحرب
في 14 مايو 2014 أعلن الرئيس اليمني عبد ربه منصور هادي حربا مفتوحة ضد الإمارة التي أعلن عنها تنظيم القاعدة في اليمن وتعهد بطرد الإرهابيين من مناطق احتجازهم من محافظات شبوة وأبين ومأرب والبيضاء. في اليوم نفسه وبعد الإعلان نصب مقاتلو القاعدة كمين لنقطة تفتيش تابعة لموالي الحكومة في مدينة البيضاء مما أسفر عن مقتل ثلاثة وإصابة اثنين آخرين. استمر القتال حتى الليل وتوقف عندما جاء لواء ميكانيكي لمساعدة الجنود القلائل الذين كانوا يقاتلون في المدينة واستولوا على أربعة مقاتلين من تنظيم القاعدة في جزيرة العرب وتدمير منازل اثنين من مقاتلي تنظيم القاعدة في جزيرة العرب. في 6 أغسطس قتل مقاتلو تنظيم القاعدة في جزيرة العرب 3 من الجنود الموالين لهادي خلال هجوم في مدينة البيضاء.

## تحالف تنظيم القاعدة في جزيرة العرب مع رجال قبيلة القيفا والغزو الحوثي
في أكتوبر 2014 هاجم الحوثيون مقاطعة البيضاء كجزء من حملتهم وقبيلة عشيرة متحالفة مع القاعدة للمساعدة. خلال هذه الفترة شوهد تنظيم القاعدة في جزيرة العرب بصورة روتينية في شوارع المقاطعة مع رجال قبائل محليين وقامت بتدبير نقاط التفتيش والقتال جنبا إلى جنب. في 21 أكتوبر قتل 15 من أفراد تنظيم القاعدة في جزيرة العرب ورجال قبيلة القيفة من قبل الحوثيين. 15 مدنيا قتلوا جراء تفجير انتحاري في مركز رداع كما قتل 45 مقاتلا من الحوثيين و 12 مدنيا أثناء القتال في رداع. اعتبارا من 22 أكتوبر يسيطر الحوثيون على الكثير من رداع مع تنظيم القاعدة في جزيرة العرب في احتلال الأراضي في منطقة القيفة. في 24 أكتوبر ضربت طائرة بدون طيار أرض القتال في رداع بين تنظيم القاعدة في جزيرة العرب والقبائل والمقاتلين الحوثيين. 3 إلى 10 في تنظيم القاعدة في جزيرة العرب أو المقاتلين القبليين قتلوا. بعد ثلاثة أيام ضربت طائرة بدون طيار ضربة ثانية في نفس المكان مما أسفر عن مقتل 10 مدنيين. بين 24 و 27 أكتوبر يقدر أن حوالي 250 مقاتلا من الحوثيين قتلوا من قبل تنظيم القاعدة في جزيرة العرب وحلفائهم كجزء من دفاعهم في رداع. في 3 نوفمبر قتلت طائرة أمريكية بدون طيار أمير تنظيم القاعدة في جزيرة العرب في البيضاء وأمير رضا وشوقي البداني ونبيل الذهب في رداع إلى جانب رجال القبائل المحليين. قتل حوالي 10 من رجال القبائل المحليين ومقاتلي تنظيم القاعدة في جزيرة العرب. قتل الأميران خلال قتال عنيف مع الحوثيين في رداع. بعد يوم واحد قتل مقاتلو تنظيم القاعدة في جزيرة العرب ورجال القبائل المحلية 10 من مقاتلي الحوثيين في رداع خلال الاشتباكات. قتلت ضربة أمريكية أخرى 10 من مقاتلي تنظيم القاعدة في جزيرة العرب وهم يقاتلون الحوثيين بينهم ثلاثة من مقاتلي تنظيم القاعدة في جزيرة العرب وعياش العيد وأحمد جار الله وأبو ميسرة الحناكي في 4 نوفمبر. في 24 نوفمبر فشلت طائرة أمريكية بدون طيار في قتل زعيم قبلي يدعى مهدي صلاح المنصوري وهو زعيم عشائر قبيلة القيفة الذي قيل أنه قاتل مع تنظيم القاعدة في جزيرة العرب ضد الحوثيين. في نفس اليوم قتل 12 مقاتلا من الحوثيين جراء هجمات تفجير تنظيم القاعدة في جزيرة العرب في محافظة البيضاء. في 13 ديسمبر قتل تنظيم القاعدة في جزيرة العرب ما لا يقل عن 30 مقاتلا من الحوثيين في رداع حيث حاول الحوثيون عدة مرات السيطرة على قرى رداع المتبقية من قبل تنظيم القاعدة في جزيرة العرب ورجال القبائل المحليين ولكنهم واجهوا مقاومة شديدة من قبل. في 16 ديسمبر قصف تنظيم القاعدة في جزيرة العرب تجمع الحوثيين في الجزء الذي يسيطر عليه الحوثيون في رداع مما أسفر عن مقتل 31 شخصا من بينهم 20 طفلا كانوا عائدين من المدرسة واشتعلوا في القصف عن طريق الخطأ.